# José Neves Teixeira
José Neves Teixeira, mais conhecido como Binha  Teixeira (Caetité, 2 de abril de 1926 — Guanambi, 7 de setembro de 1997), foi um comerciante e político brasileiro. Foi prefeito de sua cidade natal de 1963 a 1967. Transferiu-se, depois, para a cidade de Guanambi, ali dedicando-se à política e sendo também prefeito, de 1976 a 1982 e de 1989 a 1992.

## Biografia
Nasceu na Fazenda Lagoa Grande, distrito de Pajeú do Vento de Caetité, um dos oito filhos de Antônio José Teixeira e de Davina Neves Teixeira. Estudou o ensino fundamental na cidade natal e ali prestou o serviço militar. Voltou depois ao distrito de Pajeú, onde foi comerciante e agropecuarista.
Em 1963 foi eleito prefeito de Caetité, na sucessão de Odulfo Vieira Domingues. A candidatura vinha em oposição ao líder Ovídio Teixeira e fora decidida pelo grupo formado por seu parente, o médico Woquiton Fernandes Teixeira que então iniciava o exercício da profissão na cidade e viabilizara a instalação de um hospital, então pioneiro na região. Sua gestão foi marcada pela abertura e calçamento de ruas e, sobretudo, pela mudança do mercado municipal da praça Rodrigues Lima que, então, passou a se chamar de Feira Velha, para tanto demolindo o antigo Mercado Público do século XIX como forma de forçar os feirantes a se transferirem para o novo local, à rua Novo Horizonte, próximo à BR-030, parte da expansão urbana ao leste.
Em 1976 deu-se sua primeira disputa à prefeitura de Guanambi, concorrendo pelo grupo denominado então de Arena 2, primeira eleição ali realizada em que dois candidatos se enfrentavam em muito tempo, sendo ele um opositor ao prefeito Jonas Rodrigues, a quem sucedeu no cargo vencendo o Dr. José Humberto Nunes. Foi, então, registrado que muitos contratados pelo grupo político adversário foram demitidos, em represália. Junto a Nilo Coelho, o grupo que chefiavam era denominado de "carcarás", em oposição aos "jacus", de Nunes.
Pertencia ao grupo liderado regionalmente por seu conterrâneo Prisco Viana, junto a quem conseguiu realizar em Guanambi diversas obras de infraestrutura, como o esgotamento da cidade, construção do Canal do Riacho, calçamentos, etc. Dentre suas realizações estão a construção de vários colégios e da primeira biblioteca pública.
Morreu em consequência de um acidente vascular cerebral, a 7 de setembro de 1997 em Guanambi, cidade que o homenageou com o nome de uma de suas avenidas e de um colégio municipal.